# آنجلو اوگبونا
آنجلو اوگبونا (به ایتالیایی: Angelo Ogbonna) بازیکن فوتبال نیجریه‌ای‌تبار زاده ایتالیا است.

## زندگی شخصی
در ۲۳ می ۱۹۸۸ در کاسینو ایتالیا به دنیا آمد. پدر و مادر او اهل نیجریه بودند اما از سال ۱۹۸۳ ساکن ایتالیا شده بودند. 

## باشگاهی
حدود سال ۲۰۰۲ بود که توسط استعداد یاب‌های تورینو شناسایی شد و دیری نپایید که به عضویت این تیم درآمد.
تا سال ۲۰۰۶ در آکادمی تورینو مشغول بازی بود و در فصل ۲۰۰۶–۲۰۰۷ بود که او به تیم بزرگسالان تورینو منتقل شد. اولین بازی خود برای تورینو در ۱۱ فوریه ۲۰۰۷ انجام داد. البته او نیز مانند دیگر جوانان ایتالیایی، حداقل یک فصل را به صورت قرضی در تیمی دیگر بازی کرد.
او فصل ۲۰۰۷–۲۰۰۸ را در سری C و در تیم کروتونه سپری کرد. فصل ۲۰۰۸–۲۰۰۹ او در تورینو ذخیره بازیکنانی همچون ناتالی بود اما قبل از اینکه تورینو به سری B سقوط کند، او توانسته بود بازیکن فیکس تیم بشود. ۲ فوریه ۲۰۱۲ بود که او قرارداد خود را با تورینو تا سال ۲۰۱۶ تمدید کرد. او در ۱۴۲ بازی با پیراهن تورینو، یک گل نیز به ثمر رساند.
در نهایت بر اساس توافق سران دو باشگاه یوونتوس و تورینو، این بازیکن ایتالیایی راهی تیم یوونتوس شد تا ترکیب دفاعی تیم ملی ایتالیا به صورت کامل در اختیار باشگاه یوونتوس قرار داشته باشد.

## تیم ملی
- اوگبونا، پس از بازی‌های خوبی که به نمایش گذاشت؛ به تیم ملی زیر ۲۱ ساله‌های ایتالیا دعوت شد. سرانجام آنجلو در ۱۲ اوت ۲۰۰۹ اولین بازی ملی خودش که در برابر روسیه بود را انجام داد. با اینکه او در سری B مشغول بازی بود اما در ۴ ژوین ۲۰۱۱ بود که پراندلی او را به تیم ملی بزرگسالان ایتالیا دعوت کرد. بعد از سال ۲۰۰۷، او اولین بازیکن تورینو بود که به تیم ملی دعوت می‌شد.
بعد از مصدومیت‌های متعددی که برای مدافعان ایتالیایی ایجاد می‌شد، پراندلی بار دیگر او را به تیم ملی فرا خواند و سرانجام در ۱۱ نوامبر ۲۰۱۱ او اولین بازی ملی خود را برای این تیم انجام داد. هم چنین او در یورو ۲۰۱۲ حضور داشت و موفق به کسب عنوان نایب قهرمانی به همراه تیم ملی ایتالیا شد.